# Pühalepa (obec)
Obec Pühalepa (estonsky Pühalepa vald) je bývalá samosprávná obec v estonském kraji Hiiumaa. V roce 2017 byla začleněna do obce Hiiumaa.

## Obyvatelstvo
V obci Pühalepa žije přibližně sedmnáct set obyvatel ve 47 vesnicích Ala, Aruküla, Hagaste, Harju, Hausma, Hellamaa, Heltermaa, Hiiessaare, Hilleste, Kalgi, Kerema, Kukka, Kuri, Kõlunõmme, Leerimetsa, Linnumäe, Loja, Lõbembe, Lõpe, Määvli, Nõmba, Nõmme, Palade, Paluküla, Partsi, Pilpaküla, Prählamäe, Puliste, Pühalepa, Reikama, Sakla, Salinõmme, Sarve, Soonlepa, Suuremõisa, Suuresadama, Sääre, Tammela, Tareste, Tempa, Tubala, Undama, Vahtrepa, Valipe, Viilupi, Vilivalla a Värssu. Správním centrem obce je vesnice Tempa.

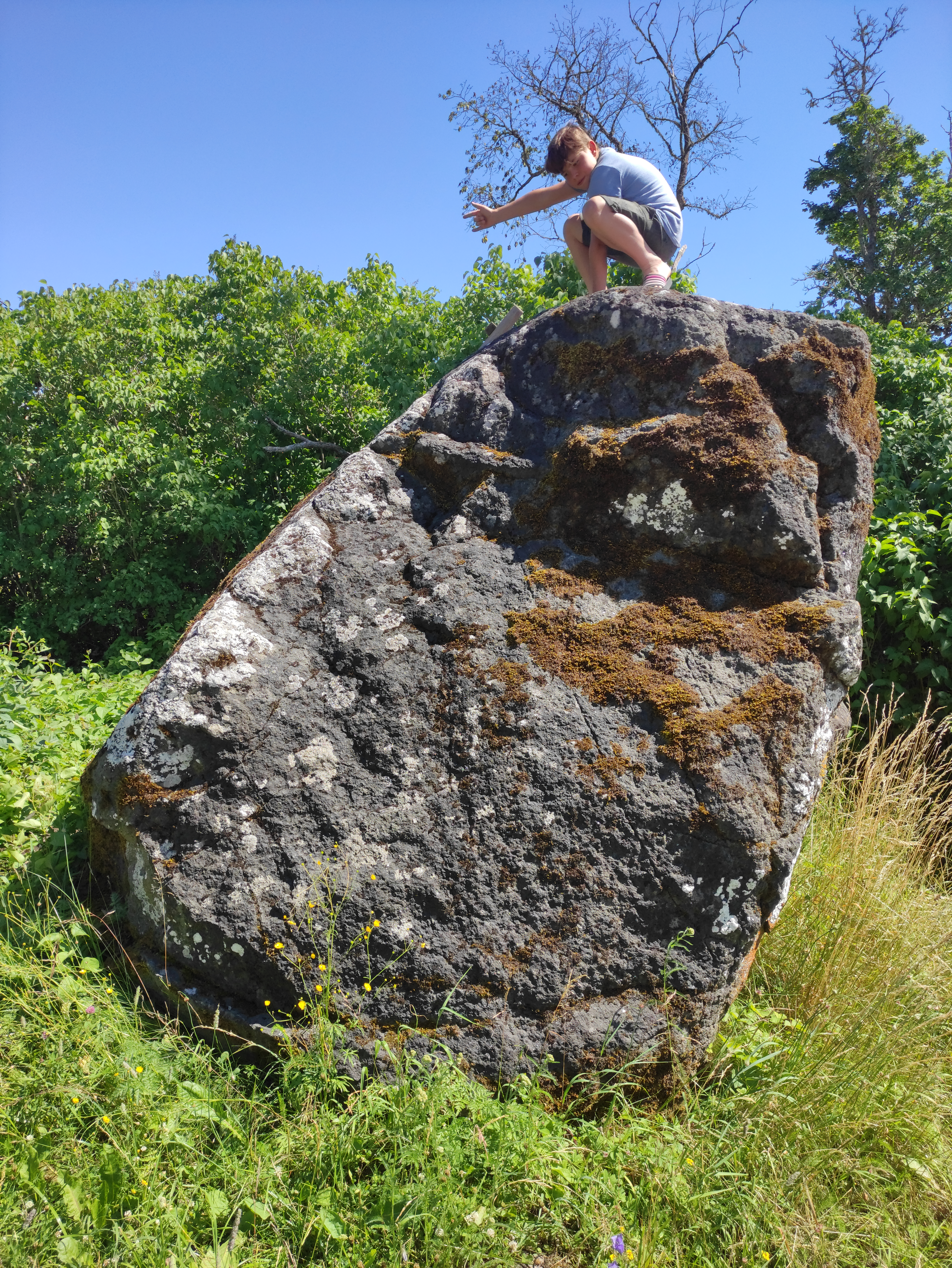
Bludný balvan Vanapagana

## Turistické zajímavosti
V obci se nachází několik památkově chráněných bludných balvanů, např. bludný balvan Vanapagana.
Na severovýchodním okraji obce se nachází krásný kostel a nedaleko od něj zbytky taverny ze 16. století.